# Robot laveur
Un robot laveur est un robot d'entretien des surfaces qui est capable de brosser avec un liquide détachant et d'aspirer les étendues à nettoyer en toute autonomie. Il combine les tâches d'un robot aspirateur avec celui d'un robot serpillière. Il existe des robots laveur de surfaces à usage professionnel ou domestique.